# Izumi, Ōsaka
Izumi (和泉市 Izumi-shi) là một thành phố thuộc phủ Ōsaka, Nhật Bản.